# Guilherme de Azevedo
Guilherme Avelino Chaves de Azevedo (Santarém, 30 de Novembro de 1839 - Paris, 6 de Abril de 1882) foi um jornalista e poeta português.
Ligado à "Geração de 70", foi um dos representantes da poesia revolucionária introduzida no país por Antero de Quental ("Odes Modernas", 1865), tendo recebido influências ainda dos franceses Vitor Hugo e Charles Baudelaire.

## Biografia
Filho de um escrivão das Finanças, desde a infância mostrou-se fisicamente débil, como resultado de uma queda que o fez coxo e lhe provocou uma lesão de que viria a morrer prematuramente aos quarenta e dois anos de idade. Viveu, por essa razão, obcecado por esconder os seus males físicos.
Em 1871 fundou em Santarém o periódico "O Alfageme", primeiro momento da sua carreira jornalística e onde defendeu, com escândalo no país à época, as ideias revolucionárias da Comuna de Paris.
Após o falecimento do pai, instalou-se em Lisboa, onde abraçou definitivamente o jornalismo, profissão na qual atingiu posição relevante. Trabalhou nos periódicos "Diário da Manhã", "O Pimpão" e na Lanterna Mágica (1875). Colaborou no "Primeiro de Janeiro" com um folhetim semanal, bem como no jornal O Panorama (1837-1868) e nas revistas A Mulher   (1879), República das Letras  (1875), Ribaltas e Gambiarras  (1881) e  Jornal de Domingo (1881-1883), e ainda na imprensa brasileira.
Como poeta, foi um autor representativo, abordando temas modernos numa escrita de índole épico-social. Publicou os primeiros versos no "Almanaque de Lembranças" de 1864, sob o pseudónimo de "G. Chaves", vindo a colaborar posteriormente em vários periódicos, como o "Comércio de Lisboa", a "Revolução de Setembro" e a "Gazeta do Dia", onde, em parceria com Guerra Junqueiro, manteve as crónicas humorísticas da rubrica "Ziguezagues". Fundou o O António Maria.  em 1879 com Rafael Bordalo Pinheiro, e, ainda ao lado deste, dirigiu e colaborou no "Álbum das Glórias". No mesmo ano, novamente com Guerra Junqueiro, redigiu a sátira teatral "Viagem à roda da Parvónia", que seria pateada e proibida, mas que Ramalho Ortigão considerou uma "fiel pintura dos costumes constitucionais" do país à época.
Em 1880, em consequência da fama conquistada como cronista mundano e político, o periódico carioca "Gazeta de Notícias" nomeou-o seu correspondente em Paris, função que desempenhou nos dois últimos anos da sua vida.
As suas poesias, reunidas nas três colectâneas "Aparições" (1867), "Radiações da Noite" (1871) e "Alma Nova" (1874), encarnam o novo realismo satírico de inspiração baudelairiana no país.
Com o pseudónimo "João Rialto" deixou vários escritos com elevado humorismo.
Em 1949 a Câmara Municipal de Lisboa homenageou o poeta dando o seu nome a uma rua junto à Avenida da Igreja, em Alvalade.

## Obra
- Aparições, 1867 (poesias);
- Radiações da Noite, 1871 (poesias);
- Alma Nova, 1874 (poesias);
- Viagem à roda da Parvónia, 1879 (comédia).